# Snowball (The Simpsons)
Snowball, Snowball II, Snowball III, Snowball IV, en Snowball V zijn vijf fictieve katten uit de animatieserie The Simpsons. Allemaal zijn/waren ze huisdieren van de Familie Simpson.
De verschillen tussen hen zijn:
- Snowball, een vrouwelijke witte kat die al voor de serie is gestorven en enkel in een paar flashbacks wordt gezien.
- Snowball II, een zwarte kat die de Simpsons hadden vanaf de eerste aflevering tot aan haar dood in "I, D'oh-Bot".
- Snowball III, een bruine kat die alleen verscheen in "I D'oh-Bot"
- Coltrane, een witte mannelijke kat die alleen verscheen in "I D'oh-Bot".
- Snowball V, een zwarte vrouwelijke kat die sinds "I D'oh-Bot" de huiskat van Simpsons is.

## Snowball
Snowball, ook bekend als Snowball I (1980-1989), was de eerste kat die de Simpsons hadden. Ze kwam aan haar einde toen ze werd overreden door de dronken broer van de burgemeester. Ze stierf al voor aanvang van de serie is daarom enkel te zien in een paar flashbacks. Ze werd voor het eerst genoemd in Simpsons Roasting on an Open Fire in een kerstbrief die Marge schreef. In "Treehouse of Horror III" was een foto van Snowball I (als een zwarte kat) te zien.
Snowball I was te zien als zowel zwarte als witte kat. De witte versie van Snowball is vermoedelijk de juiste aangezien dit haar naam zou verklaren (die letterlijk "sneeuwbal" betekent). Snowball I werd een paar maal gezien in de hemel door personages die een bijna-doodervaring meemaken.

## Snowball II
Snowball II (1985-2004) was de tweede kat van de Simpsons. Snowball II is vernoemd naar Snowball I, maar heeft een zwarte vacht.
Ze verscheen voor het eerst in "Simpsons Roasting on an Open Fire", waarin werd onthuld dat Snowall I dat jaar was gestorven en ze Snowball II hadden gekocht als vervanging. Geen van de katten werd genoemd of gezien in de korte filmpjes van de Tracey Ullman Show.
Snowball II kreeg weinig aandacht in de serie, maar verscheen wel in veel afleveringen. Snowball II en Santa's Little Helper hadden altijd een goede relatie gehad.
Snowball II’s grootste rol was in de aflevering "Old Yeller Belly", waarin ze Homer uit een brandende boomhut redt. Ze had ook een kleine rol in "Bart Gets an Elephant", waarin ze zijn aandacht probeert te krijgen.
In "I, D'oh-Bot" werd Snowball II aangereden door Dr. Hibbert's Mercedes-Benz G500, en stierf aan de gevolgen.

## Snowball III
Snowball III was de derde kat van de Simpsons. Snowball III was een mannelijke bruine kat die door Lisa werd geadopteerd uit een asiel kort na de dood van Snowball II. Hij verdronk echter korte tijd later in een poging een goudvis uit het aquarium van de Simpsons te vangen.

## Coltrane
Coltrane (alias Snowball IV) was de vierde kat van de Simpsons, die eveneens door Lisa in een asiel werd gevonden. Toen ze hem naar huis bracht besloot ze wat muziek voor hem te spelen. De muziek schrikte de kat echter af en hij sprong uit het raam, zijn dood tegemoet.

## Snowball V
Snowball V is de vijfde kat van de Simpsons. Ze lijkt sprekend op Snowball II, en werd later ook Snowball II genoemd om verdere verwarring te voorkomen. Terwijl Lisa rouwde om de dood van de andere drie katten in de aflevering "I, D'oh-Bot", gooide de "gekke kattendame" een kat naar haar. Eerst wilde Lisa de kat niet omdat ze ervan overtuigd was dat iedere kat die ze nam alleen maar ongeluk zou krijgen. Maar nadat de kat net niet werd overreden door Gil was ze ervan overtuigd dat deze kat geluk bracht, en nam haar mee.
Snowball V is nog altijd de kat van de Simpsons. Ze was onderdeel van een subplot in de aflevering "The Seven-Beer Snitch", waarin ze Lisa tijdelijk verlaat voor een andere familie.
Snowball II en Snowball V kunnen heel wat kunstjes, maar deze worden nooit door de anderen opgemerkt of gewaardeerd.
Homer Simpson · Marge Simpson · Bart Simpson · Lisa Simpson · Maggie Simpson · Abraham Simpson · Patty en Selma Bouvier · Jacqueline Bouvier · Mona Simpson · Santa's Little Helper · Snowball II · Familie Bouvier
Jasper Beardley · Comic Book Guy · Eddie en Lou · Maude Flanders · Ned Flanders · Professor Frink · Barney Gumble · Julius Hibbert · Lionel Hutz · Eerwaarde Lovejoy · Kapitein Horatio McCallister · Hans Moleman · Bleeding Gums Murphy · Apu Nahasapeemapetilon · Mayor Joe Quimby · Dr. Nick Riviera · Agnes Skinner · Cletus Spuckler · Squeaky Voiced Teen · Disco Stu · Moe Szyslak · Kirk Van Houten · Luann Van Houten · Chief Clancy Wiggum
Gary Chalmers · Rod en Todd Flanders · Jimbo Jones · Kearney · Edna Krabappel · Otto Mann · Nelson Muntz · Martin Prince · Seymour Skinner · Milhouse Van Houten · Ralph Wiggum · Groundskeeper Willie · andere studenten
Montgomery Burns · Carl Carlson · Lenny Leonard · Waylon Smithers
Itchy en Scratchy · Kent Brockman · Krusty de Clown · Troy McClure · Rainier Wolfcastle · Radioactive Man
Snake · Kang & Kodos · Sideshow Bob · Fat Tony
Treehouse of Horror
Bart vs. the World · Bart Simpson's Escape from Camp Deadly · The Simpsons Arcadespel · Bart vs. the Space Mutants · Bart's House of Weirdness ·Bart vs. The Juggernauts · Krusty's Fun House · Bartman Meets Radioactive Man · Bart's Nightmare · The Itchy and Scratchy Game · Virtual Bart · Bart and the Beanstalk · Itchy & Scratchy in Miniature Golf Madness · Cartoon Studio · Virtual Springfield · Night of the Living Treehouse of Horror · Bowling · Wrestling · Road Rage · Skateboarding · Hit & Run · The Simpsons Game · The Simpsons: Tapped Out
The Simpsons · The Simpsons Pinball Party
Strips: Simpsons Comics · Bart Simpson serie · Itchy & Scratchy Comics · Bart Simpson's Treehouse of Horror · Futurama/Simpsons Infinitely Secret Crossover Crisis
Tijdschrift: Simpsons Illustrated
Boeken: Bart Simpson's Guide to Life · Family Album · Library of Wisdom · Complete Guides · Planet Simpson · The Simpsons and Philosophy
Actiefiguurtjes: World of Springfield
The Simpsons Movie
Bankgrap ·
Canyonero · 
D'oh! · 
Duff Beer · 
Schoolbordgrap · 